# Door (Every Little Thingのアルバム)
『Door』（ドアー）は、2008年3月5日に発売された日本の歌手グループ、Every Little Thingの8枚目のオリジナルアルバム。

## 解説
- オリジナルアルバムとしては前作『Crispy Park』から1年7ヶ月ぶり。
- 持田香織は作詞について、今までは自身の心情をそのまま反映させていたが、本作では曲と距離を置いて客観的に作詞したと語っている[1]。
- 初回限定盤には「キラメキアワー」、「恋をしている」のビデオクリップ、クリスマスライブの映像などが収録されたDVD付き。

## 収録曲

### CD
1. GATE #8 (Instrumental)
（作曲：伊藤一朗 / 編曲：中村"Nam-Nam"康就&伊藤一朗）
インスト。タイトルの「#8」は8作目のオリジナルアルバムの意味。
伊藤は本作について「プレリュードと言うか何かが始まるような、ちょっと煽るような曲をイメージして制作しました」と語っている[2]。
アルバムのオープニングにインストが配置されるのは本作が初めてであり、2018年現在でも唯一である（過去のアルバムは全て1曲目がシングル曲だった）。アルバム曲が1曲目に入るのは、この他にも2014年に発売された『FUN-FARE』と翌2015年に発売された『Tabitabi』がある[注釈 1]。
2. まさかのTelepathy
（作詞：持田香織 / 作曲：加藤大祐 / 編曲：中村"Nam-Nam"康就&Every Little Thing）
NTTドコモ東北「FOMAエリア拡大 春」篇CMソング
3. キラメキアワー (Door version)
（作詞：持田香織 / 作曲：多胡邦夫 / 編曲：林"Massy"真史&Every Little Thing）
32ndシングルのアレンジ。ミックスが変更された他、ボーカルを新たに録り直している。[3]
発表当時は「キラメキアワー2008」とも言われていた。
4. パリの娘
（作詞：持田香織 / 作曲：HIKARI / 編曲：HIKARI & Every Little Thing）
歌詞は持田がパリに行った経験から書かれた[4]。
5. サクラビト
（作詞：持田香織 / 作曲：多胡邦夫 / 編曲：十川知司& Every Little Thing）
34thシングル。
日本テレビ系「スッキリ!!」2月度エンディングテーマ
日本テレビ系「音楽戦士 MUSIC FIGHTER」2月POWER PLAY
music.jpTV-CM
6. WONDER LAND
（作詞：持田香織 / 作曲：早川大地 / 編曲：中村"Nam-Nam"康就&Every Little Thing）
7. 冬がはじまるよ feat. 槇原敬之
（作詞・作曲：槇原敬之 / 編曲：林"Massy"真史&Every Little Thing）
33rdシングル。槇原敬之の楽曲のカバーであり、共演作。
8. B.L.V.D. (Instrumental)
（作曲：伊藤一朗 / 編曲：中村"Nam-Nam"康就&伊藤一朗）
インスト。
「B.L.V.D.」はboulevardの略で、「大通り」という意味。
9. NEROLI
（作詞：持田香織 / 作曲：多胡邦夫 / 編曲：林"Massy"真史&Every Little Thing）
タイトルはアロマの精油の一種であるネロリのグラウンディング効果（地に足をつける）に歌詞の内容を掛けてつけられた。
10. カラカラ
（作詞：持田香織 / 作曲：飯岡隆志 / 編曲：林"Massy"真史&Every Little Thing）
レゲエ調の曲。
11. 恋をしている
（作詞：持田香織 / 作曲：菊池一仁 / 編曲：中村"Nam-Nam"康就&Every Little Thing）
33rdシングル。
「サッポロビール 冬物語」CMソング
12. gladiolus
（作詞：持田香織 / 作曲：葛谷葉子 / 編曲：林"Massy"真史&Every Little Thing）
ELTの楽曲では初となるメンバー以外の女性による作曲。タイトルはアヤメ科に属する花の名称。
13. オフェリア_act2
（作詞：持田香織 / 作曲：飯岡隆志 / 編曲：中村"Nam-Nam"康就&Every Little Thing）
34thシングル「サクラビト」のカップリング曲「オフェリア_act1」に続く第2幕（ディレクター談）。レコーディングではこちらが先に作られた[5]。「オフェリア_act1」では歌詞が「オフェリア」以外に存在しなかったが、こちらはフルコーラスで存在する。

### DVD
1. 「キラメキアワー」Video Clip
2. 「恋をしている」Video Clip
3. 「キラメキアワー」「恋をしている」「サクラビト」&「Door」Video Clip & Photo Shoot & Recording OFF-SHOT
4. 「恋をしている」from X'mas Live at IKSPIARI
5. 「サクラビト」Video Clip -Mochida Solo Version-
6. 「サクラビト」Video Clip -Ito Solo Version-
7. Channel-a 特別編「Every Little Thing ～それぞれの休日～」

## 参加ミュージシャン
- 槇原敬之：Chorus (7)
- 十川知司：Keyboards, Programming (5)
- HIKARI：Keyboards, Programming (4)
- 中村"Nam-Nam"康就：Keyboards, Programming (1.2.6.8.11.13)
- 林"Massy"真史：Keyboards, Programming (3.7.9.10.12), Piano (4)
- 加藤薫：Electric Guitar (4), Acoustic Guitar (3.4.11)
- 笠原直樹：Bass (3.4.7.8.9.10.11.12.13)
- 山口鷹：Drums (3.4.7.9.10.12)
- 宮田繁男：Drums (5)
- 種子田健：Bass (5)

## スタッフ
- ディレクター　白田聡
- レコーディング・ミキシングエンジニア井上 剛 、小杉マキ、渡辺修一、青柳延幸、
- マスタリングエンジニアやすまんやすじ